# Ifranj
Ifranj, anche Firanj o Faranj (da "Franchi") è il termine arabo che si utilizzava per identificare i crociati delle regioni europee occidentali, soprattutto della Francia occidentalis (odierne Francia, "Benelux" e Germania occidentale) e della Francia orientalis. 
In questo modo era possibile differenziare i cristiani di cultura latina dai cristiani di cultura greca, ossia i Bizantini, che dai musulmani erano assai più apprezzati sotto tutti profili - culturali ma anche militari ed istituzionali - salvo forse quello della valentia personale in guerra, visto che gli Ifranj erano considerati di eccezionale coraggio e d'inusuale forza fisica. Così li descrisse un famoso enciclopedista del X secolo, al-Mas'udi: "I Franchi (Ifranj) sono i più coraggiosi tra questi popoli, i meglio difesi, quelli dotati di maggiori armamenti, con i territori più vasti e le città più popolose, i meglio organizzati e i più sottomessi e obbedienti ai loro re...".
La loro cultura era considerata invece ben povera cosa, al limite della barbarie, e sarà solo a partire dall'età rinascimentale che tale opinione dovette lentamente essere abbandonata.
Tutto ciò comportò che delle contrade europee occidentali (ivi comprese le regioni meridionali) l'Islam ebbe ben scarse ed inadeguate conoscenze: fattore questo che alla lunga costituì uno svantaggio, non solo puramente culturale, ed influì negativamente sugli stessi equilibri geo-politici del mondo musulmano.
La sommaria conoscenza che l'Islam ebbe delle composite realtà dell'Europa occidentale, segnata in buona parte dalle ambascerie che il califfo abbaside Hārūn al-Rashīd scambiò con l'imperatore franco Carlo Magno nel IX secolo, non consentì di differenziare fra loro le varie popolazioni e i vari Stati dell'Occidente cristiano-latino, prolungando per secoli l'uso (inizialmente corretto) del termine "Franchi".
Anche quando in Siria-Palestina giunsero le prime armate dei Crociati, i musulmani seguitarono quindi ad usare per quei guerrieri il termine "Franchi".